# Kiss László (filmrendező)
Kiss László (született: Kis László, külföldön: Ladislao Kish, ritkábban László Kish illetve Laslo Kish; Debrecen, 1904. február 15. – 1990 után) magyar származású olasz filmrendező, forgatókönyvíró, színész.

## Élete
Kis Adolf kávéház-tulajdonos és Geiger Irma fiaként született. Budapesten tanult színházi színésznek, majd újságíróként és színházi asszisztensként is dolgozott. Ezután kezdett filmezni. 1928-tól 1935-ig Franciaországban, Angliában és Argentínában, ahol segédrendező és vágó volt.
1940-ben telepedett le Olaszországban, ahol több film rendezője és forgatókönyvírója.

## Filmjei
- 1933 – Los tres Berretines (~A három amatőr, argentin vígjáték) – egyik rendező John Alton, César José Guerrico, Luis Romero Carranza és Enrique Susini mellett
- 1940 – Piccolo alpino  (~A kis túrázó, olasz háborús filmdráma Salvatore Gotta azonos című regényéből, rendezte: Oreste Biancoli) – művészeti vezető
- 1940 – Il sogno di tutti (~Mindenki álma, olasz filmdráma) – rendező Oreste Biancolival, forgatókönyvíró
- 1942 – I sette peccati (~A hét főbűn, olasz filmdráma Nagyiványi Zoltán novellájából) – rendező, forgatókönyvíró többekkel
- 1942 – La signorina (~A kisasszony, olasz filmdráma) – rendező
- 1942 – Notte di fiamme (~Lángok éjszakája, olasz filmdráma) – rendező, forgatókönyvíró
- 1944 – Finalmente sì (~Végül igen, olasz filmdráma) – rendező
- 1956 – Il cavaliere dalla spada nera (~A fekete kard lovagja, olasz romantikus kalandfilm) – rendező mint Laslo Kish

## Színész
- 1992 – Das Nest (~A fészek, nyugatnémet romantikus televíziós vígjáték sorozat) Diebe unter uns (~Tolvajok közöttünk) című epizód ... Herbert